# سیل‌شارکانی
سیل‌شارکانی (به مجاری:  Szilsárkány) یک شهرداری در مجارستان است که در ناحیه چورنا واقع شده‌است. سیل‌شارکانی ۱۶٫۶۸ کیلومتر مربع مساحت و ۶۸۱ نفر جمعیت دارد.